# Ceará
Ceará (AFI [siaˈɾa]) este una dintre cele 27 de unități federative ale Braziliei. Capitala statului este Fortaleza. Se învecinează cu Piauí la vest, Pernambuco la sud și Paraíba și Rio Grande do Norte la est. La nord are ieșire la Oceanul Atlantic. În 2008 statul avea o populație de 8.450.527 de locuitori și suprafață de 148.825,6 km², fiind împărțit în 7 mezoregiuni, 33 de microregiuni și 184 de municipii.

## Geografie
Ceará are un mediu variat, cu mangrove, caatinga, junglă, tufarișuri și pădure tropicală. Clima este caldă aproape tot anul. Acest mediu și temperatură atrag mulți turiști, în special eco-turiști. Temperatura în acest stat variază între 10 °C și 36 °C cu temperaturile cele mai joase întâlnite în numeroasele zone montane, nu în capitală, Fortaleza.
O atracție turistică majoră o constituie întinsele plaje la Atlantic. Ceará are câteva plaje faimoase precum: Canoa Quebrada, Jericoacoara, Morro Branco, Taíba și Flexeiras. Plajele sunt împărțite in două în relație cu capitala, Fortaleza: Coasta Apusului (Costa Solpoente) Coasta Răsăritului (Costa Solnascente).

## Istorie
Ceará a fost colonizată la început de Portugalia la mijlocul secouluil XVII când teritoriul Braziliei de azi era disputat viguros de către portughezi și olandezi.
Acest teritoriu a fost invadat de olandezi de două ori, în 1644 și 1654 și de fiecare dată coloniștii i-au respins. Totuși, înainte de a fi învinși, olandezii au fondat ceea ce astăzi este Fortaleza. În 1661 olandezii au cedat formal teritoriile lor in Brazilia către Coroana Portugheză, încheind conflictul în regiune.
În Ceará, lupta pentru independența Braziliei 1822 a fost crâncenă, aria fiind un fief rebel și suferind o răzbunare crâncenă din partea loialiștilor.
Sub Regele Dom Pedro II (vezi Imperiul Brazilian) Ceará a cunoscut o dezvoltare puternică a infrastructurii, cu o creștere impresionantă a numarului de telefoane și iluminat public cu gaz aproape universal.
În 1960, barajul Orós, cu o mărime comparabilă cu Barajul Aswan a început să aprovizioneze Ceará cu aproape tot necesarul de apă și în 1995 a început construcția la enormul baraj Castanhão, care când va fi finalizat va putea să țină 6.5 km³ de apă.

## Steag
Steagul statului Ceará este identic cu steagul federal brazilian cu excepția semisferei albastre care este înlocuită de emblema statului Ceará.

## Economia
Tradițional bazat pe agricultură, statul Ceará a început un program de industrializare în timpul regimului militar, și  sectorul industrial continuă să se extindă. În 1999, industria a contat pentru 39,3% din PNB. De asemenea, turismul joacă un rol important în economia locală, cu multe cascade, plaje și păduri tropicale. În medie, Ceará atrage jumătate de milion de turiști anual.

## Turism
Statul Ceará are multe atracții turistice dar este vestit pentru eco-turism, cu sute de plaje izolate și dune de nisip.
Aeroportul internațional al Fortalezei (denumit Aeroportul Internațional Pinto Martins) primește multe zboruri din America de nord și centrală, ca și din Europa.

### Principale atracții turistice

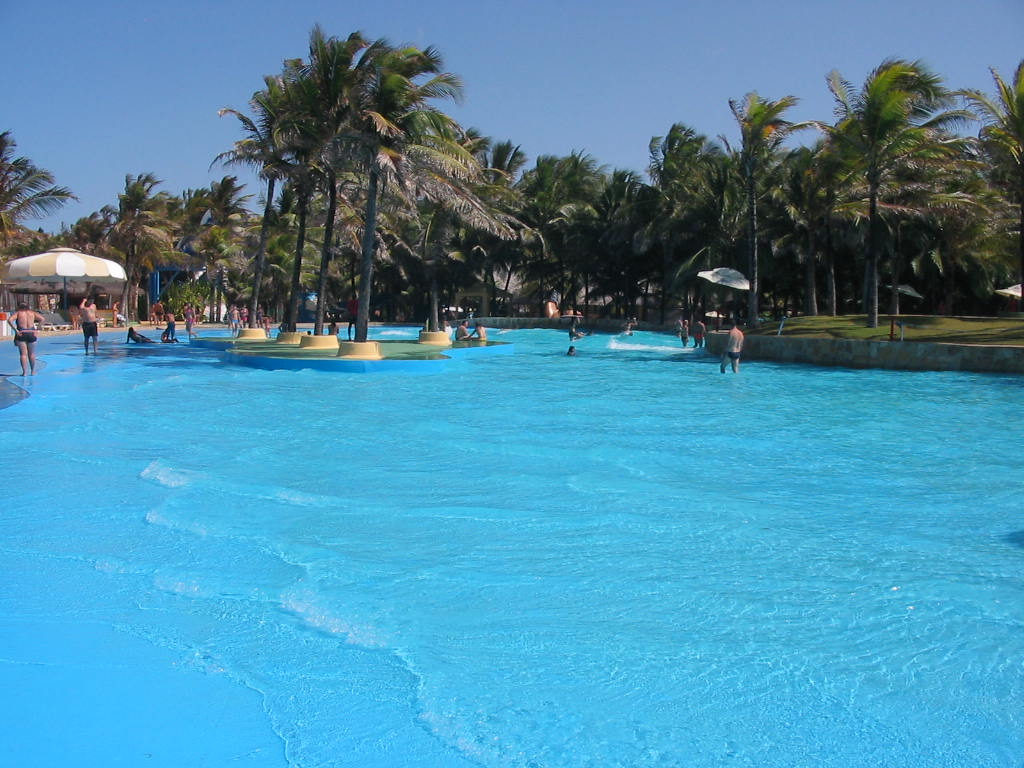
Parcul Prai

- Plaja Canoa Quebrada (în Aracati)
- Plaja Jericoacoara